# Oligoclada walkeri
Die Oligoclada walkeri ist eine der 24 Libellenarten der Gattung Oligoclada aus der Unterfamilie Brachydiplacinae. Die Art ist von Peru über Brasilien bis nach Venezuela, Guyana, Surinam und Französisch-Guayana verbreitet. Erstmals beschrieben wurde die Art im Jahr 1931 von Dirk Cornelis Geijskes anhand eines Männchens aus Guyana.

## Bau der Imago
Der Hinterleib (Abdomen) misst bei Oligoclada walkeri-Männchen zwischen 16,4 und 18,8 Millimetern. Bei den Weibchen schwankt er in der Länge mit 16,0 bis 22,8 Millimetern. Das Abdomen ist bei den Weibchen rötlich braun. Ab dem sechsten Segment färben sich die Seiten zunehmend dunkel und sind ab dem neunten Segment vollständig schwarz, genauso wie die Hinterleibsanhänge. Die Weibchen besitzen also dieselbe Färbung wie jene von Oligoclada abbreviata.
Während der Thorax bei den Männchen metallisch blau gefärbt und leicht staubig überzogen ist, ist er bei den Weibchen dunkel rotbraun und wird nach vorne hin noch dunkler. Auch bei den Weibchen wirkt er wie mit Staub überzogen. Auf dem Thorax der Weibchen finden sich zusätzlich vier gelbe Streifen, wobei einer der Streifen manchmal in zwei Punkte zerfällt.
Die durchsichtigen Hinterflügel messen bei den Männchen zwischen 20,3 und 22,4 Millimeter. Die Hinterflügel der Weibchen sind mit 21,0 bis 22,8 Millimetern ungefähr genauso groß. An der Basis findet sich ein kleiner dunkler Fleck. Das Flügelmal (Pterostigma) erreicht 1,6 bis 2,3 Millimeter bei den Männchen und 1,9 bis 2,3 Millimeter bei den Weibchen. Die Anzahl der Antenodaladern liegt beim Vorderflügel bei neuneinhalb oder zehneinhalb, beim Hinterflügel bei sieben bis acht. Dabei ist die letzte Antenodalader im Vorderflügel unvollständig, reicht also nicht von der Costalader bis zur Radiusader. Postnodaladern existieren acht bis zehn beziehungsweise acht bis zwölf.